# Tayeba Begum Lipi
Tayeba Begum Lipi (née en 1969, à Gaibandha, au Bangladesh) est une artiste multimédia bangladaise et cofondatrice du Britto Arts Trust. Elle reçoit le grand prix de l'Asian Art Biennial à Dacca en 2004.  
Les œuvres de Tayba Begum Lipi ont été présentées dans des expositions de groupe notables, notamment la 54e Biennale de Venise (2011) et la Colombo Art Biennale (2012).  

## Biographie
Tayeba Begum Lipi est la onzième d'une fratrie de douze enfants. En 1993, elle obtient sa maîtrise en beaux-arts en dessin et en peinture de l'Université de Dacca.  
Présente lors des naissances de ses nièces et ses neveux, elle est attirée par les outils des sages-femmes, notamment la lame de rasoir. Cet instrument en acier inoxydable utilisé par les sages-femmes est devenu le symbole de son œuvre. Elle utilise ce médium pour recréer des objets de la vie quotidienne, notamment des baignoires, des poussettes et des sacs à main.  
Tayeba Begum Lipi expose à l'Alliance Française en 1998 et 2004 et à la Galerie des Beaux-Arts du Bengale à Dacca en 2007.  
En 2002, elle cofonde Britto Arts Trust avec son partenaire, l'artiste Mahbubur Rahman. C'est la première organisation à but non lucratif dirigée par des artistes au Bangladesh, qui se concentre sur l'art expérimental et dynamique.

## Œuvres
La pratique de Tayeba Begum Lipi se compose autour de la peinture, la gravure, l'installation et la vidéo pour représenter des thèmes tels que le féminisme et les identités de genre. 

### Féminisme
Son travail, Love Bed, a mis en lumière le problème de l'identité féminine et l'histoire de la violence. Tayeba Begum Lipi utilise des lames de rasoir pour représenter la violence impliquée par leurs arêtes vives : « Elle avait l'intention de représenter les femmes de la communauté où elle a grandi. Malgré les difficultés, les femmes ont bien résisté, elles étaient optimistes et ont réussi à élever des familles », a déclaré June Yap, commissaire de l'exposition No Country: l'art contemporain pour l'Asie du Sud et du Sud-Est. 
Feminine (2007), est une exposition personnelle à la galerie des beaux-arts du Bengale à Dacca. 
En 2004, l'œuvre My Childhood remporte le grand prix de l'Asian Art Biennale. C'est le portrait du visage bronzé d'une femme bengali, qui se cache derrière une série de poupées bien ordonnées. Cette peinture a été incluse dans son exposition solo Feminine en 2007. Certaines de ses œuvres ont utilisé les expériences passées comme sujet. Par exemple, les petites poupées de cette œuvre datent de son enfance. Le visage de la femme est recouvert de verre, car l'artiste pense que, quand on sera grand, le passé sera conservé dans la mémoire, tout comme dans une vitrine. 

### Droits des trans
Tayeba Begum Lipi présente son exposition Reversal Reality à la India Art Fair, avec Anonnya qui l'a inspirée. Elle rencontre Anonnya lors de la réalisation de sa pièce vidéo HOME pour le spectacle "Cross Casting" au Britto Arts Trust. L'artiste décide de sensibiliser le public aux droits fondamentaux de vivre dans la dignité des personnes trans.  
Elle compare sa vie avec celle d'Anonnya à travers des vidéos, des installations et des photographies. Dans l'une de ses œuvres, Destination Tayeba Begum Lipi se ressert des lames de rasoir pour évoquer les suicides au sein de la communauté transgenre.